# Pseudodiptero

Pseudodipteros

Lo pseudodiptero è un tipo di tempio greco che consiste in un edificio diptero semplificato. In esso l’unico colonnato che circonda completamente la cella è posto a una distanza tale che la peristasi ha l’ampiezza di due intercolumni più  lo spessore di una colonna.

## Storia
Come il diptero ha una sala a colonne con due file profonde, peristasi, e appare all'esterno come un diptero, ma la posizione colonnare interna della peristasi è omessa. Il risultato è una sala molto spaziosa che, secondo Vitruvio (3, 3, 8–9), consentiva a una grande folla di accedere all'edificio e alla sala dell'anello.
Vitruvio (3, 3, 8) ascrive l'invenzione dello pseudodiptero al II secolo a.C. e all'architetto Ermogene. Ma a Lesbo e nella Chryse nella Troade (Tempio di Apollo Sminteo) ci sono due pseudodipteri che potrebbero aver avuto origine al più tardi durante la vita di Ermogene, se non addirittura prima. L'esempio più famoso del tipo di tempio, tuttavia, è il tempio di Artemide Leukophryne a Magnesia al Meandro, progettato e costruito da Ermogene all'inizio del II secolo a.C. L'edificio ionico aveva 8 × 15 colonne, e le campate frontali centrali ampliate. Ciò ricorda l'arcaico diptero, che normalmente aveva anche una zona centrale allargata. Anche nel pronao di questo tempio ritorna la riduzione della colonna esterna. Qui sono integrati solo i pilastri assolutamente necessari per sostenere la copertura, mentre ogni altro pilastro è stato rimosso. Un altro esempio del tipo di tempio è l'Ecateion a Lagina della fine del II secolo a.C., l'unico pseudodiptero senza opistodomo e con le sue colonne 8 × 11 di proporzioni molto tozze.